# Kebraczo

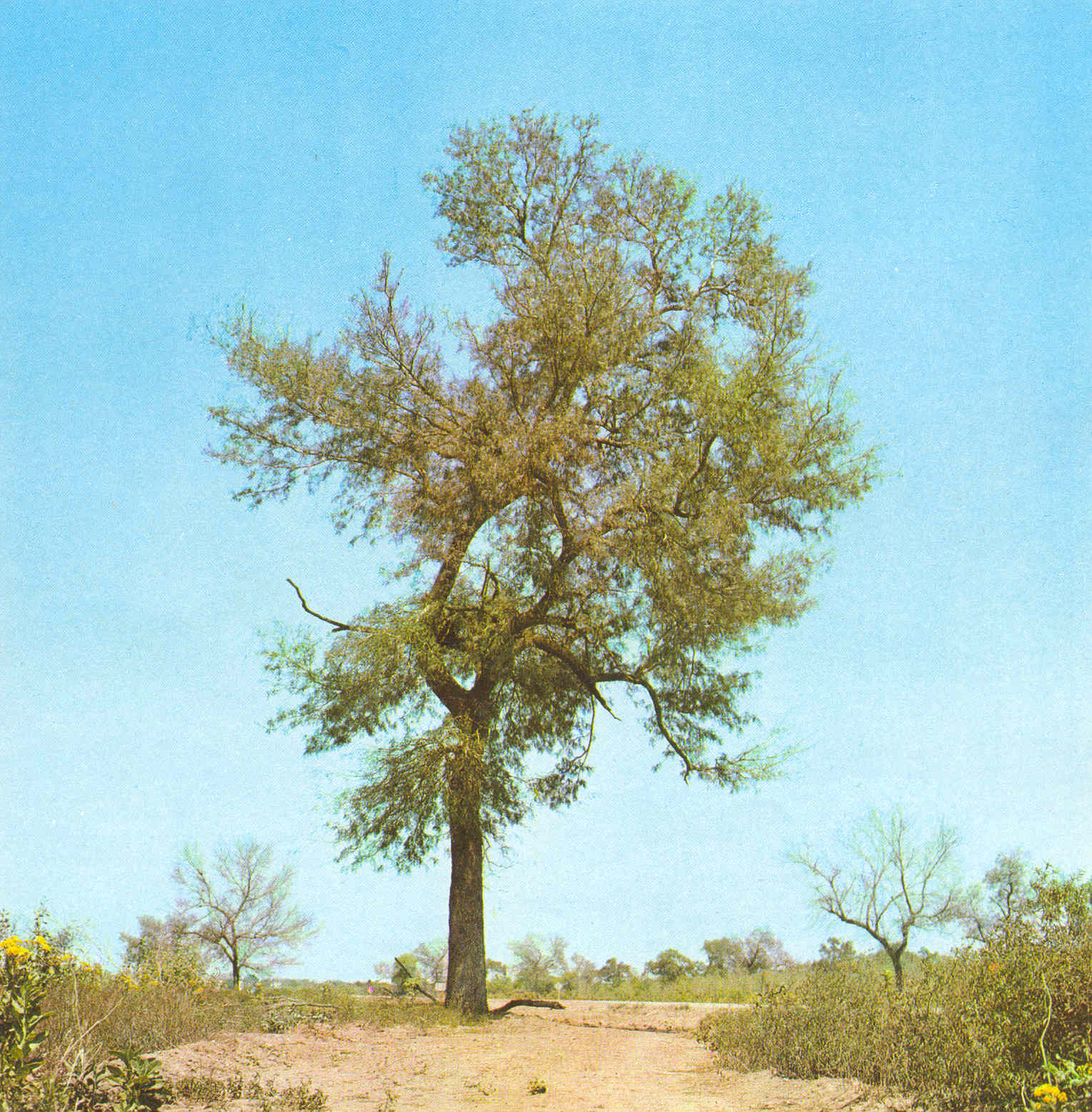
Schinopsis lorentzii

Kebraczo, kwebracho (hiszp. Quebracho; od quiebrahacha, czyli łamiące siekierę) – nazwa odnosząca się do drzew o wyjątkowo twardym drewnie występujących w Ameryce Południowej. W szczególności dotyczy trzech gatunków drzew rosnących na terenie Gran Chaco w Ameryce Południowej:
- Schinopsis lorentzii (quebracho colorado santiagueño), z rodziny nanerczowatych Anacardiaceae;
- Schinopsis balansae (quebracho colorado chaqueño), z tej samej rodziny;
- Aspidosperma quebracho-blanco ("białe quebracho"), z rodziny toinowatych Apocynaceae.

Gatunki te dostarczają tanin (rodzaj garbników) oraz bardzo twardego drewna.